# Rugops
Rugops ist eine Gattung theropoder Dinosaurier aus der Gruppe der Abelisauridae. Bisher ist lediglich ein fragmentarischer Schädel bekannt, der aus der frühen Oberkreide (Cenomanium) der Echkar-Formation im Niger stammt. Einzige beschriebene Art ist Rugops primus. 
Den Namen Rugops primus (Lat.: Ruga – „Falte“, Gr.: opsi – „Gesicht“, primus – „erste“) erhielt die Art, da sie eine der frühesten Abelisauriden mit einer texturierten Schädeloberfläche war.

## Fund
Rugops wurde im Jahr 2000 von einem von Paul Sereno geleiteten Forscherteam in der Echkar-Formation in der südlichen Sahara entdeckt. Der bislang einzige Fund (Holotyp, Exemplarnummer MNN IGU1) ist ein teilweise erhaltener Schädel, der hinter der Augenhöhle gelegene Teil ist zum größten Teil nicht erhalten. Der Schädel könnte zu einem Jungtier gehört haben, worauf seine geringe Größe und die nur teilweise verschmolzene Sutur zwischen dem linken und rechten Nasenbein hinweist.

## Merkmale
Der Schädel wird auf eine Länge von 31,5 cm rekonstruiert. Rugops zeichnet sich gegenüber verwandten Gattungen durch ein zusätzliches kleines Schädelfenster im Schädeldach zwischen Stirnbein (Frontale), Präfrontale, Postorbitale und Tränenbein (Lacrimale) sowie durch je eine Reihe aus sieben kleinen Eindrücken auf dem paarigen Nasenbein (Nasale) auf der Oberseite der Schnauze aus. Er weist viele für basale (ursprünglichere) Abelisauriden typische Merkmale auf; die abgeleiteten (modernen) Merkmale der letzten, sehr fortgeschrittenen Abelisauriden der Oberkreide fehlen jedoch. So ist beispielsweise die Augenbraue, die bei fortgeschrittenen Abelisauriden sehr stark ausgeprägt ist, bei Rugops nur ansatzweise vorhanden; des Weiteren zeigt der Schädel von Rugops keinerlei Hörner, im Gegensatz zu typischen Schädeln der fortgeschrittenen Abelisauridae.

## Paläobiogeographie
Aus der Entdeckung von Rugops und einem weiteren afrikanischen Ceratosauria, Spinostropheus, leiten Paul Sereno und Kollegen Hinweise auf damalige Verbindungen zwischen Kontinenten ab (Paläobiogeographie). Sereno unterstützt die Hypothese, dass während der Unterkreide sämtliche südlichen Landmassen außer Afrika miteinander in Verbindung standen (Africa-fist-hypothesis).
Rugops zeigt starke Ähnlichkeiten mit einem 2002 in Südamerika gefundenen, mehr fragmentierten Abelisaurierfossil. Dies ist ein Hinweis darauf, dass es bereits in der frühen Oberkreide vor 95 Millionen Jahren  eine Landverbindung zwischen Südamerika und Afrika gegeben haben könnte.

## Systematik
Rugops gilt als ein basaler Vertreter der Abelisauridae. Die mögliche systematische Stellung von Rugops zeigt folgendes Kladogramm (vereinfacht nach Sereno und Kollegen, 2004):
|  | Rugops                                                        |
|  |                                                               |
|  | \| \| Abelisaurus \| \| \| \| \| \| Carnotaurinae \| \| \| \| |
|  |                                                               |
|  | Abelisaurus                                                   |
|  |                                                               |
|  | Carnotaurinae                                                 |
|  |                                                               |

|  | Abelisaurus   |
|  |               |
|  | Carnotaurinae |
|  |               |